# Luc Versteylen
Luc Benoît Valérie Jean Laurent Marie Versteylen SJ (* 11. September 1927 in Antwerpen; † 10. Februar 2021 in Wommelgem) war ein belgischer Priester, Jesuit und Aktivist. Er war einer der Gründer der grünen Bewegung Agalev in Flandern.

## Leben
In seiner Jugend war Luc Versteylen Mitglied von Verdinaso, einer von 1931 bis 1941 bestehenden klerikalfaschistischen Partei. Während des Zweiten Weltkriegs schloss er sich jedoch dem Widerstand gegen die deutschen Besatzer an. Nach Kriegsende studierte er an der philosophischen und theologischen Fakultät in Heverlee. 1945 trat er der Ordensgemeinschaft der Jesuiten ein und empfing 1959 die Priesterweihe. Von 1963 bis 1971 war er Dozent am Xaverius College in Borgerhout.
1970 gründete Versteylen das Reflexionszentrum Leben in einer alten Brauerei in Viersel bei Zandhoven. Unter anderem entwickelte er eine alternative Form der Sexualerziehung. 2011 wurde Versteylen für diese Zeit des sexuellen Missbrauchs beschuldigt. Die Staatsanwaltschaft von Antwerpen wies die Klage jedoch ab.
Versteylen wurde ab Ende der 1960er Jahre als Aktivist bekannt und war 1981 Mitbegründer der grünen Bewegung Agalev, aus der sich 2003 Groen bildete, die grüne Partei in Belgien. Versteylen distanzierte sich später von der Partei, insbesondere von der Grünenpolitikerin Mieke Vogels.
In den 1990er Jahren gründete Versteylen Helaba, eine neue Bewegung zu den menschlichen Grundwerten, sowie das Witte Kinderbos infolge der Vorkommnisse um Marc Dutroux. 1995 erhielt Versteylen für sein Engagement den Preis für Ethik und Toleranz in der Politik und 1998 den Humanitas-Preis.
Zuletzt lebte er in einem Wohn- und Pflegezentrum in Wommelgem. Im Alter von 93 Jahren starb Luc Versteylen im Februar 2021 nach einer SARS-CoV-2-Infektion.

## Schriften
- Morgen Mensen I, II en II (1980, 1982, 1986)
- Uw tijd gaat nu in:met oude waarden naar een nieuwe tijd (1988)
- Blijven geloven tegen alle beter weten in (1996)
- Agalev:strekking donkergroen 1977–1987: memoires (2002)
- 50 jaar Kartouch (2009)
- Agalevsicon (2008)